# شهرستان لا ماتاپدیا
شهرستان لا ماتاپدیا (به انگلیسی: La Matapédia Regional County Municipality) یک منطقهٔ مسکونی در کانادا است که در با-سن-لوران واقع شده‌است. شهرستان لا ماتاپدیا ۵٬۳۸۹٫۰۰ کیلومتر مربع مساحت و ۱۸٬۵۷۳ نفر جمعیت دارد.